# Neto (dibujante)
Neto, de nombre real Ernesto García del Castillo (n. en Cangas del Narcea, Asturias, España en 1960) es un humorista gráfico español.
Colabora con una tira cómica diaria en el diario La Voz de Asturias desde 1986 hasta el cierre del periódico en 2012, después de una breve experiencia en La Nueva España.  Trabaja o ha trabajado asimismo para varias publicaciones de ámbito nacional y regional, tales como La Codorniz, Cuadernos de Humor, El Siglo, La Golondriz, El Periódico de Cataluña, Oviedo Diario, Les Noticies, El Norte Económico, El Correo, Creando Futuro, Tapón, El Gomeru o Consumo.
En 2000 fue galardonado con uno de los premios de periodismo de UNICEF; en 2002 con el Premio Haxtur por su obra Nuestros paisanos, en la que trazaba de manera humorística la vida de los más destacados personajes de la historia de Asturias; en 2008 con el Premio Mingote por una viñeta sobre la crisis económica, y en 2011 con un nuevo Premio Haxtur por su labor en La Voz de Asturias. En 2018, su libro El vino de Cangas, publicado junto a Carolina Pelaz por Velasco Ediciones para el Ayuntamiento de Cangas del Narcea (con colaboración de la DOP Cangas), fue galardonado en dos categorías de los Gourmand World Cookbook Awards. El jurado, reunido en Yantai (China), le otorgó el segundo premio en la categoría de ilustraciones, y el tercero en la de mejor libro sobre vino europeo (excepto Francia), ex aequo, en este último caso, con Slovak Wine Guide, de Vladimir Hronský (Slovart). Tras otro breve paso por La Nueva España, desde febrero de 2014 colabora en el diario El Comercio. En 2019 dibujó el anexo cartográfico de la segunda edición de la novela de José Francisco Rodil Lombardía La noche de las luminarias, publicada por Velasco Ediciones.